# Mary Jo Catlett
Mary Jo Catlett (Denver, 2 de setembro de 1938) é uma atriz estadunidense.
Filha de Cornelia M. (Callaghan) e Robert J. Catlett, Catlett é provavelmente mais conhecida por seu papel como a governanta Pearl Gallagher em Diff'rent Strokes.
Catlett atuou em Hospital Geral e em vários episódios de M*A*S*H. É dela a voz da "Mrs. Puff" na animação Bob Esponja, bem como em Bob Esponja - O Filme. Também é dela voz da mãe de Cousin Larry em Kim Possible.
Catlett atuou como "Mrs. Applebaum" em As Visões de Raven. Ela também teve um papel de pouco destaque de narração do episódio "American Dream Factory" da série animada American Dad!. A atriz também já apareceu em filmes como Serial Mom, The Benchwarmers e Beethoven's 5th.

## Filmografia
- The Incredibles (2004) - Dona Alzira (voz)
- The SpongeBob SquarePants Movie (2004) - Sra. Puff (voz)
- The SpongeBob Movie: Sponge Out of Water (2015) - Sra. Puff (voz)